# Xironogiton occidentalis
Xironogiton occidentalis är en ringmaskart som beskrevs av Ellis 1919. Xironogiton occidentalis ingår i släktet Xironogiton och familjen kräftmaskar. Inga underarter finns listade i Catalogue of Life.